# Лодердейл (Міннесота)
Лодердейл (англ. Lauderdale) — місто (англ. city) в США, в окрузі Ремсі штату Міннесота. Населення — 2271 особа (2020).

## Географія
Лодердейл розташований за координатами 44°59′40″ пн. ш. 93°12′11″ зх. д. / 44.99444° пн. ш. 93.20306° зх. д. (44.994407, -93.203134).  За даними Бюро перепису населення США в 2010 році місто мало площу 1,09 км², з яких 1,09 км² — суходіл та 0,00 км² — водойми.

## Демографія
Згідно з переписом 2010 року, у місті мешкало 2379 осіб у 1130 домогосподарствах у складі 530 родин. Густота населення становила 2184 особи/км².  Було 1202 помешкання (1103/км²).
Расовий склад населення:
| - 71,1 % — білих - 19,3 % — азіатів - 5,3 % — чорних або афроамериканців - 0,3 % — корінних американців - 1,0 % — осіб інших рас |

До двох чи більше рас належало 2,9 %. Частка іспаномовних становила 3,4 % від усіх жителів.
За віковим діапазоном населення розподілялося таким чином: 17,7 % — особи молодші 18 років, 72,3 % — особи у віці 18—64 років, 10,0 % — особи у віці 65 років та старші. Медіана віку мешканця становила 31,5 року. На 100 осіб жіночої статі у місті припадало 97,8 чоловіків;  на 100 жінок у віці від 18 років та старших — 97,5 чоловіків також старших 18 років.
Середній дохід на одне домашнє господарство  становив 57 294 долари США (медіана — 41 792), а середній дохід на одну сім'ю — 73 999 доларів (медіана — 55 179). Медіана доходів становила 41 964 долари для чоловіків та 42 357 доларів для жінок. За межею бідності перебувало 17,9 % осіб, у тому числі 31,5 % дітей у віці до 18 років та 2,5 % осіб у віці 65 років та старших.
Цивільне працевлаштоване населення становило 1484 особи. Основні галузі зайнятості: освіта, охорона здоров'я та соціальна допомога — 38,7 %, науковці, спеціалісти, менеджери — 11,4 %, мистецтво, розваги та відпочинок — 10,6 %.